# Carlos Clemente Cerri
Carlos Clemente Cerri (São Carlos, 10 de novembro de 1946 – Piracicaba, 21 de abril de 2017) foi um agrônomo, pesquisador e professor universitário brasileiro.
Comendador da Ordem Nacional do Mérito Científico, com a Grã-Cruz em 2010, membro titular da Academia Brasileira de Ciências, membro do painel do IPCC que ganhou o Prêmio Nobel, Carlos foi professor da Escola Superior de Agricultura Luiz de Queiroz e do Centro de Energia Nuclear na Agricultura.

## Biografia
Carlos nasceu em 1946, no estado de São Paulo. Ingressou na Universidade Estadual Paulista em Jaboticabal, em 1968, onde se graduou em agronomia. Ingressou na Universidade de São Paulo em 1972, onde defendeu seu mestrado em 1974. No mesmo ano ingressou no doutorado, defendido em 1979.
Especializou-se em dinâmica da Matéria Orgânica do Solo em ecossistemas naturais e modificados pelas práticas agrícolas, pecuária e de reflorestamento. Quantificou as variações no teor e na qualidade da matéria orgânica do solo (carbono e nitrogênio) e nos fluxos de gases do efeito estufa, tendo pesquisado sobre a pastagem e ou agricultura convertida para integração lavoura-pecuária, a colheita manual da cana-de açúcar precedida de queima da palha para colheita mecanizada sem queima, pastagem degradada para pastagem recuperada por diferentes práticas e agrossistemas com e sem adição de resíduos orgânicos.
Professsor e livre-docente da Escola Superior de Agricultura Luiz de Queiroz, da Universidade de São Paulo, em 1986, Carlos mudou-se para o Centro de Energia Nuclear na Agricultura, em 1988, onde se tornou professor titular e onde continuava atuando na época de sua morte.
Publicou mais de 250 trabalhos científicos e foi editor de 10 livros de circulação internacional. Formou mais de 40 Mestres e Doutores no Brasil e no exterior. Em 1985, desenvolveu um método para identificar a origem do carbono do solo baseado na relação isotópica 13C/12C dos resíduos vegetais, que continua sendo aplicado em pesquisas sobre os efeitos dos diferentes usos de terra sobre a qualidade do solo. Foi ainda um dos pioneiros na estimativa biomassa microbiana e sua atividade nos solos sob vegetação nativa e cultivados na América Latina.
Carlos ganhou notoriedade por sua participação e colaboração no Painel Intergovernamental sobre Mudanças Climáticas (IPCC), que resultou no Nobel da Paz de 2008 para o ex-vice-presidente dos Estados Unidos, Al Gore.

## Morte
Carlos morreu em 21 de abril de 2017, em Piracicaba, aos 70 anos, devido a um câncer. Ele foi sepultado no Cemitério Parque da Ressurreição.
A sala número 3 da EsalqTec leva seu nome hoje em sua homenagem.